# سامسونگ گلکسی اس
سامسونگ گلکسی اس (به انگلیسی: Samsung Galaxy S) با نام فنی سامسونگ آی۹۰۰۰ یک گوشی هوشمند از سری گلکسی اس شرکت سامسونگ است.
این گوشی دارای سیستم‌عامل اندروید نسخهٔ ۲٫۱ (با قابلیت به‌روزرسانی به نسخه ۲٫۳)، نمایشگر ۴٫۰ اینچی لمسی سوپر اَمولِد (Super AMOLED) با وضوح 800x480 و قابلیت نمایش ۱۶ میلیون رنگ، وای-فای، بلوتوث، جی‌پی‌اس، حسگر شتاب‌سنج، حسگر مجاورت‌سنج، ۸ یا ۱۶ گیگابایت حافظه داخلی، و دوربین ۵ مگاپیکسلی با قابلیت فیلمبرداری با وضوح HD 720p همراه با فوکوس اتوماتیک است.
.

## نقاط ضعف
- نبود فلاش برای دوربین.
- بدنهٔ پلاستیکی گوشی اثرانگشت بسیاری جذب می‌کند.
- در این مدل از دکمهٔ جداگانه برای عکاسی خبری نیست.

## ابعاد و وزن
ابعاد سامسونگ گلکسی اس ۶۴٫۲ در ۱۲۲٫۴ میلی‌متر با ضخامت ۹٫۹ میلی‌متر است و وزن آن ۱۱۹ گرم است.

## طراحی
گلکسی اس دارای بدنه ای از جنس پلاستیک است و در زیر صفحه نمایش آن تنها سه کلید تعبیه شده‌است که کلید سخت‌افزاری "خانه (یا همان هوم - به انگلیسی: Home)"در وسط و دو دکمهٔ لمسی "منو" و "بازگشت"در طرفین کلید سخت‌افزاری خانه قرار گرفته‌اند.
با فشردن طولانی مدت کلید منو، فیلد جستجو باز می‌شود و همچنین با فشردن و نگه داشتن دکمه خانه گوشی، task Switcher اجرا خواهد شد. دکمه خاموش/روشن (یا همان دکمه پاور - به انگلیسی: Power button) در بالای کناره سمت راست گوشی قرار داده شده‌است. در گلکسی اس از کلید جداگانه برای عکاسی خبری نیست. در کناره سمت چپ گوشی، دکمه‌های تنظیم صدا دیده می‌شوند. در کناره پایینی گلکسی اس جز میکروفن گوشی، چیز دیگری به چشم نمی‌خورد. در بالای گوشی نیز پوششی پلاستیکی پورت MicroUSB را پوشانده‌است و در کنار آن، جک صوتی ۳٫۵ میلی‌متری استاندارد بدون هیچگونه پوشش محافظی دیده می‌شود. در آخر به بخش پشتی گوشی می‌رسیم که با نگاره‌هایی نقطه‌ای پوشانده شده‌است. این بخش میزبان لنز دوربین ۵ مگاپیکسلی و اسپیکر گوشی است. هیچگونه فلاشی برای دوربین گوشی در نظر گرفته نشده و بنابراین نباید در ضبط عکس و فیلم در فضاهای کم نور حسابی زیادی بر روی گلکسی اس باز کنید.
اسلات کارت حافظه microSD در زیر کاور پشتی جای گرفته‌است و از قابلیت تعویض سریع برخوردار است، همپنین این قسمت میزبان باتری لیتیم-یون (به انگلیسی: Li-Ion) ۱۵۰۰ میلی‌آمپر (بر ساعت) گوشی نیز هست.

## بروزرسانی‌های غیررسمی
در حالی که این گوشی بصورت رسمی نهایتاً از اندروید ۲٫۳ بهره می‌برد ،سیانوژن رام‌های ۳٫۰، ۴٫۰ و بالاتر را برای این گوشی ارائه کرده‌است.

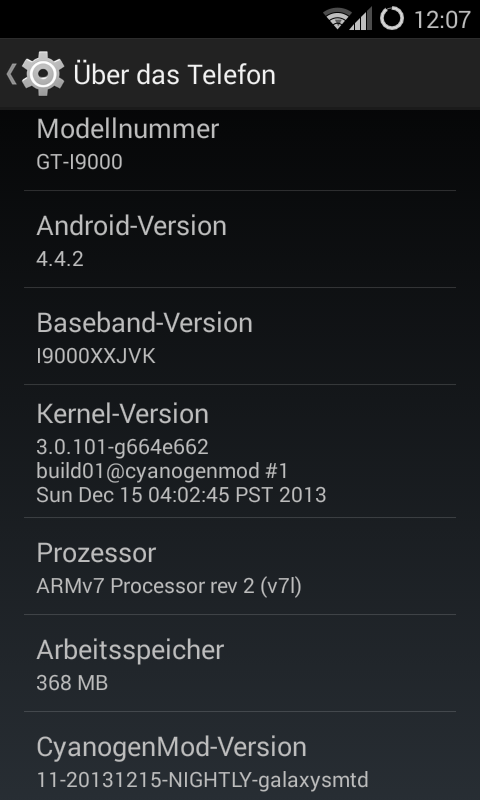
تصویر صفحه مشخصات گوشی سامسونگ گلکسی اس که رام سایانوژن نسخه کیت‌کت روی آن نصب شده‌است.